# La Maison du fleuve
Pour plus de détails, voir Fiche technique et Distribution.
La Maison du fleuve (Das Haus am Fluß) est un film est-allemand réalisé par Roland Gräf, sorti en 1986.

## Synopsis
Pendant la Seconde Guerre mondiale, en 1942, quatre femmes de la famille Voß (la mère, ses deux filles et sa bru) vivent dans une maison près d'un fleuve. Les hommes de la maison sont absents, car ils se battent sur le front russe. Le film décrit le quotidien de ses femmes sous le national-socialisme, l'attente des lettres, avec leurs nouvelles du front, des cadeaux en provenance d'Ukraine, l'inquiétude et les espoirs du retour. Chaque femme a une appréciation différente de la guerre.

## Production
La Maison du fleuve est l'adaptation d'une nouvelle du romancier anti-fasciste Friedrich Wolf, Der Russenpelz, écrite en 1942 lors de son exil à Moscou. Le tournage s'est déroulé en 1985.

## Carrière du film
La Maison du fleuve a remporté plusieurs prix au 4e Festival national de Karl-Marx-Stadt et a été sélectionné au 36e Festival du film de Berlin en 1986.
Il a permis de lancer la carrière de Corinna Harfouch.

## Fiche technique
- Titre français : La Maison du fleuve
- Titre original : Das Haus am Fluß
- Réalisation : Roland Gräf
- Scénario : Roland Gräf, Christel Gräf
- Production : Herbert Ehler
- Sociétés de production : DEFA
- Groupe artistique : Roter Kreis
- Pays d'origine :  République démocratique allemande
- Genre : film historique, drame, chronique
- Durée : 89 minutes
- Dates de sortie : 16 janvier 1986

## Distribution
- Katrin Sass : Agnes Eckert
- Sylvester Groth : Heinz Hüsgen
- Jutta Wachowiak : Mutter Voß
- Corinna Harfouch : Emmi Voß
- Rolf Hoppe : le directeur Hüsgen
- Manfred Gorr : Jupp Eckert
- Johanna Schall : Lena Brinken
- Peter Zimmermann : Werner Tiedemann
- Mathis Schrader : Ferdinand Belz
- Arianne Borbach : Lisbeth Voß
- Werner Godemann : Schimmelpfennig
- Hermann Beyer : Piter Drießen